# Дарин Маджаров
Дарин Маджаров е български предприемач, основател на онлайн платформата с видео уроци за училище „Уча.се“. Отличен в класацията „30 под 30“ на Форбс България за 30 лидери под 30-годишна възраст, както и в класацията на Дарик за 40 вдъхновяващи, иновативни и смели хора под 40-годишна възраст.

## Ранни години
Дарин Маджаров е роден в гр. Дряново. Своето средно образование завършва в Националната Априловска гимназия в Габрово с медал за отличен успех (6,00).
През периода 2006 – 2011 г. получава бакалавърска и магистърска степен по електроника и компютърни науки в университета Якобс, Германия. От 2011 г. е докторант в областта на възобновяеми източници на енергия и електрически коли в Льовенския католически университет, Белгия.

## Зараждането на „Уча.се“
Идеята за образователна платформа, която да е в помощ на учениците, се заражда през 2011 г. по времето, в което Дарин следва своето висше образование в чужбина.
Първоначално младият предприемач записва сам над 550 видео урока по математика, физика, химия, биология и английски език. След като интересът към „Уча.се“ нараства, Дарин прекъсва докторантурата си и се завръща в България, за да се отдаде изцяло на проекта и да изгради екип, с който да подобри образованието в България.
Желанието му е „Уча.се“ да бъде мястото, на което всеки получава уроците за училище на разбираем и интересен език.
Към 2021 г. в сайта и приложението на „Уча.се“ има над 24 000 видео урока, теста и преговори с мисловни карти. Уроците са изгледани над 100 000 000 пъти от над 1 000 000 регистрирани ученици, учители, родители и студенти. Платформата помага на всички ученици от 1-ви до 12-и клас да повишат успеха си и да се забавляват.

## Зараждането на eduboom
Устремът на целия екип от над 300 души около Дарин води и до създаването на образователната платформа eduboom през 2020 г. – международната версия на „Уча.се“. До момента eduboom.ro се развива в Румъния, eduboom.es в Испания и eduboom.it в Италия, като всички учебни материали са съобразени с учебната програма и образователните изисквания в съответната държава.

## Награди
Дарин Маджаров е отличен с няколко награди за принос към предприемаческата дейност и по-доброто образование в България, като попада в престижни класации:
- Номинация „Будител“ на Радио FM+, 2014 г.[4]
- „Новатори в образованието“ – класацията на „Капитал“ отрежда второ място за Дарин Маджаров, 2014 г.[5]
- „40 до 40“ – класация на Дарик радио за новите 40 лидери на България под 40 години, 2013 г.[6]
- „30 под 30“ – класация на Форбс България, посочваща 30 таланта под 30 години[7]
- Цялостен принос за развитието на онлайн общността в България – специална награда на „Сайт на годината“, 2018 г.[8]
- Награда „Еврика“ за най-добър млад мениджър на 2019 година[9]